# CdS-mätare

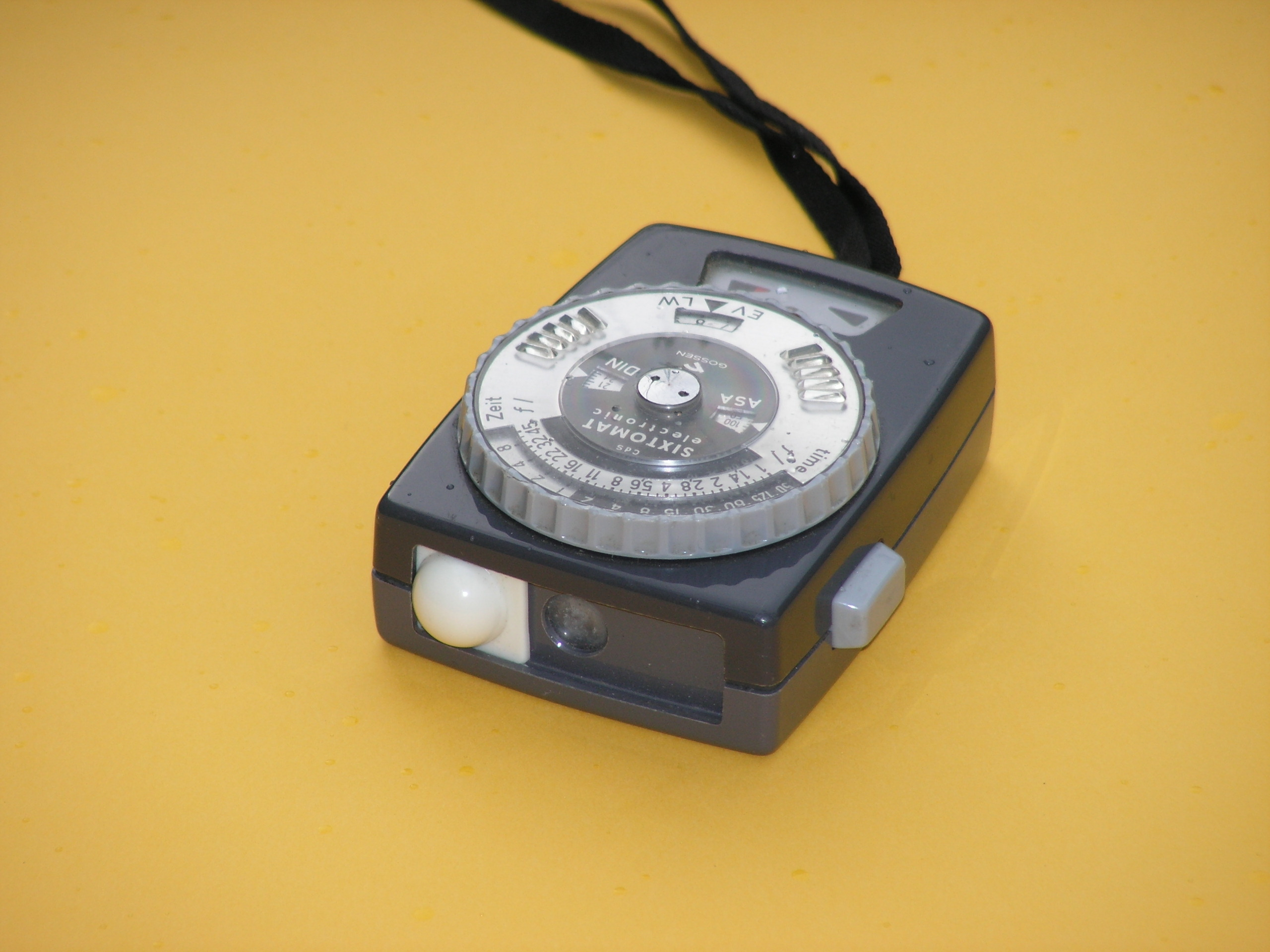

En CdS-cell är ett elektriskt motstånd som minskar sin resistans med det mot cellen infallande ljusflödet. CdS står för kadmiumsulfid och tillhör gruppen halvledare. Synligt ljus med energier över 2,4 eV absorberas och ger upphov till elektronexcitationer så att en ström kan uppstå.
Ett av användningsområdena är som ljussensor i exponeringsmätare i och utanför kameror. CdS cellen ersätts numera av andra halvledare som mäter lägre ljusstyrkor. Till skillnad från selenmätaren kräver CdS-cellen en påförd spänning i form av ett batteri för att utslag skall fås på ett vridspoleinstrument. I likhet med selenmätaren så utsätts CdS-cellen för viss åldringsförsämring. Idag tillverkas exponeringsmätare med kiselcell. CdS-cellen var i princip trög och man bör vänta i en minut efter exponering till starkt ljus.